# Titlo
Il titlo è un segno diacritico usato inizialmente nei manoscritti in antico cirillico, ad esempio nelle lingue antico slavo ecclesiastico e antico slavo orientale. Il termine viene dal greco "τίτλος", "titolo".  Il titlo è ancora usato nelle iscrizioni delle icone moderne e nei libri per il servizio liturgico in slavo ecclesiastico.

Figura 1: D-titlo, usato come numero quattro. La forma presente del titlo è quella normalmente usata.

La forma normale del titlo è una linea a zigzag al di sopra del testo, ed è costituita precisamente, da sinistra a destra, da una linea verticale verso il basso, una linea orizzontale e una linea verticale ascendente. Un disegno alternativo è simile a una parentesi quadra orizzontale con i tratti terminali rivolti verso il basso: linea verticale ascendente, linea orizzontale, linea verticale discendente. Ha più significati a seconda del contesto in cui è usato.
Uno di questi è di segnalare quando le lettere sono usate come numeri (per esempio la lettera D cirillica, quarta lettera dell'alfabeto, se contrassegnata da un titlo assume il significato di numero 4). È un sistema quasi-decimale simile ai numeri greci. 

Figura 2: "Signore" (gospod’, Господь). Disegno alternativo del titlo.

È anche usato come segno di abbreviazione posto al di sopra del testo, per parole di una certa importanza come Zar (Цесарь → Црь; in questo caso la forma contratta si è poi affermata perfino nella lingua parlata), Sua Maestà (Государыня → Гня), Madre di Dio (Богородица → Бца), Gesù Cristo (Иисус Христос → Ис Хс), Dio (Богъ → Бъ), Signore, se rivolto a Dio (Господь → Гь, vedi Fig. 2), ecc. È equivalente alla tradizione dei Nomina sacra (latino: "nomi sacri") di usare delle contrazioni grammaticali per alcuni dei nomi più frequenti nelle Sacre scritture greche.
Nei manoscritti il titlo è anche usato per segnare dove un amanuense ha saltato per sbaglio una lettera se non c'è lo spazio per aggiungerla al di sopra.
Un titlo corto è usato al posto di una singola lettera o di un'abbreviazione; un titlo lungo è usato al posto di una lettera intera.
Il titlo è codificato in Unicode come U+0483 (  ҃ ).